# Megachile foliata
Megachile foliata là một loài Hymenoptera trong họ Megachilidae. Loài này được Smith mô tả khoa học năm 1861.